# Dorin Dăianu
Dorin Dăianu (n. 4 noiembrie 1957) este un fost deputat român în legislatura 2000-2004, ales în municipiul București pe listele partidului PSD.